# Phrissogonus
Phrissogonus là một chi bướm đêm thuộc họ Geometridae.

## Các loài
- Phrissogonus laticostata